# Sertularella ellisii
Sertularella ellisii är en nässeldjursart som först beskrevs av Gérard Paul Deshayes och Milne Edwards 1836.  Sertularella ellisii ingår i släktet Sertularella och familjen Sertulariidae. Inga underarter finns listade i Catalogue of Life.